# Rafiq Hüseynov
Rafiq Radik oğlu Hüseynov (Tashkent, 16 maggio 1988) è un lottatore azero, specializzato nella lotta greco-romana. Ha rappresentato l'Azerbaigian ai Giochi olimpici estivi di Tokyo 2020, dove ha vinto la medaglia di bronzo nel torneo dei 77 kg. Si è laureato campione iridato ai mondiali di Oslo 2021 nella categoria 82 kg, mentre a quelli di Nur-Sultan 2019 ha vinto l'argento. È stato campione continentale agli europei di Dortmund 2011 nei 74 kg Roma 2020 negli 82 kg.

## Palmarès
- Giochi olimpici

Tokyo 2020: bronzo nei 77 kg.
- Mondiali

Nur-Sultan 2019: argento negli 82 kg.
Oslo 2021: oro negli 82 kg.
- Europei

Dortmund 2011: oro nei 74 kg.
Kaspijsk 2018: bronzo negli 82 kg.
Roma 2020: oro negli 82 kg.
- Giochi europei

Baku 2015: argento negli 80 kg.
- Giochi mondiali militari

Mungyeong 2015: oro negli 80 kg.
Wuhan 2019: argento negli 87 kg.
- Mondiali militari

Skopje 2016: argento negli 80 kg.
Mosca 2018: bronzo negli 82 kg.
- Giochi della solidarietà islamica

Baku 2017: argento negli 80 kg.